# Ида-Виру
Ида-Виру (на естонски: Ida-Viru maakond, Ида-Виру мааконд) е област в Естония. Намира в североизточна Естония с площ от 3364 кв. км и население 175 406 души към 1 януари 2006 г. Административен център е град Йъйхви. В областта са разположени 7 града, сред които и град Нарва, разположен на река Нарва до границата с Русия.

## Административно деление
Областта се дели на 22 самоуправления, от които 6 града: (Йъхви, Нарва) и 16 села.

## Население
Към 1 януари 2006 г. населението е 175 406 души, от които 44,8% мъже и 55,2% жени.
За периода 2005 година раждаемостта е 9,4%, смъртността 15,3%, отрицателният естествен прираст е -5,9%.

## Етнически състав
- 70,8% руснаци
- 19,9% естонци
- 2,8% беларуси
- 2,7% украинци
- 1,4% фини
- 2,4%други (германци, татари, арменци)